# Чебачья (приток Качармы)
Чебачья — река в России, протекает по Томской области. Устье реки находится в 12 км по левому берегу реки Качарма. Длина реки составляет 61 км. Правые притоки: 3 км — Федорова, 19 км — Вершинка.

## Данные водного реестра
По данным государственного водного реестра России относится к Верхнеобскому бассейновому округу, водохозяйственный участок реки — Васюган, речной подбассейн реки — Васюган. Речной бассейн реки — (Верхняя) Обь до впадения Иртыша.